# Christian Dotremont
Christian Stanislas Marie Joseph Léandre Benoît Dotremont (Tervuren, 12 december 1922 - Buizingen, 20 augustus 1979) was een Belgisch kunstschilder, graficus, dichter en schrijver.
Dotremont en Joseph Noiret waren de twee Belgen die betrokken waren bij de oprichting van de Cobra-beweging. Dotremont schreef het pamflet La cause était entendue waarmee de beweging werd opgericht. Een paar maanden later kwam Pierre Alechinsky erbij. Dotremont en Alechinsky vormden de drijvende kracht achter de Cobra-beweging in België. Dotremont fungeerde als algemeen secretaris van de beweging.
Dotremont was eerder nauw betrokken bij het surrealisme. Samen met Noël Arnaud en Edouard Jaguer richtte hij de kunstenaarsbeweging Le Surréalisme Révolutionnaire op. Uit deze beweging zou later Cobra voortkomen.
Hij werkte veel samen met schilders (onder anderen Asger Jorn en Pierre Alechinsky), waarbij teksten en werken op doek werden gecombineerd, de zogenaamde peinture-mots.
In 1955 publiceerde hij de autobiografische roman La Pierre et l'oreiller (vertaald als De steen en het oorkussen, vert. Frans Denissen & Frauke Joris, Manteau, 1987).
Vanaf de jaren '60 begon Dotremont ook te schilderen. Kenmerkend voor zijn werk is het gebruik van zijn eigen handschrift, om daarmee zelfverzonnen gedichten in zwarte inkt te schrijven en te tekenen, de zogenaamde logogrammen. Dit is een vorm van visuele poëzie. In 1972 presenteerde hij zijn logogrammen op de Biënnale van Venetië.
Een monumentaal werk van Dotremont en Alechinsky met de titel Sept écritures is te vinden in het metrostation Delta in Oudergem.

## Galerij

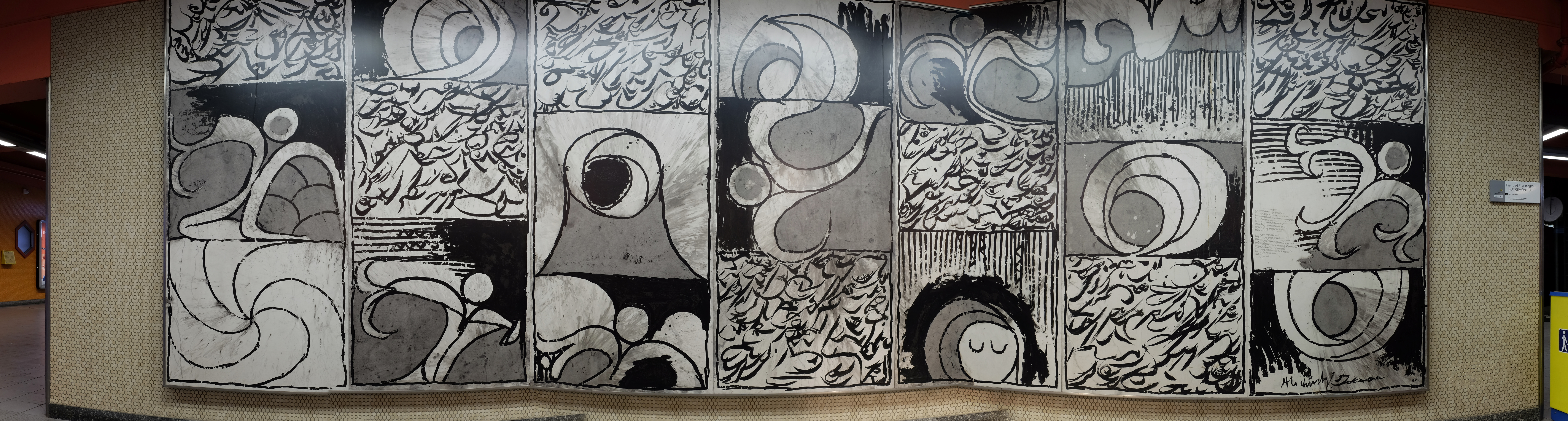
Sept Ecritures van Dotremont en Alechinsky

- Bibliothèque nationale de France: cb11900480f (data)
- CiNii: DA05855389
- Gemeinsame Normdatei: 121126773
- International Standard Name Identifier: 0000 0001 0903 5080
- Library of Congress Control Number: n50026960
- Nationale Bibliotheek van Letland: 000187425
- Nationale Bibliotheek van Tsjechië: xx0113215
- Nationale Bibliotheek van Israël: 987007260522805171
- Nederlandse Thesaurus van Auteursnamen: 068365632
- RKD-Nederlands Instituut voor Kunstgeschiedenis: 23983
- SNAC: w68p6k3v
- Système universitaire de documentation: 026835754
- Union List of Artist Names: 500098114
- Virtual International Authority File: 56608841
- WorldCat: E39PBJdMcyRJjXcx8mDhQY3PcP